# 陳情 (嘉靖進士)
陈情（1484年—1544年），字子孝，号龍崗，直隶来安县人，河南河南卫官籍，明朝政治人物。

## 生平
正德八年（1513年）癸酉科河南郷試三十三名舉人，嘉靖二年（1523年），登癸未科会试二百八十九名，三甲二百二十三名進士，初任大理寺左评事，嘉靖六年九月选授湖广道监察御史。嘉靖七年（1528年）奉命陕西巡察茶马事，九年六月以荐举冗滥被夺官。十六年（1537年），復起为江西道监察御史，次年往南圻刷卷，十九年二月升四川按察司副使。嘉靖二十三年（1544年）六月，升任四川布政司右參政，十二月去世。

## 家族
其先祖授大同护卫指挥僉事，又调南阳卫。曾祖陈镛自南阳调河南卫，遂为河南洛阳人。镛生源，源生欒。欒为陈情父。前母杜氏，母傅氏。